# Phuphena subvenata
Phuphena subvenata là một loài bướm đêm trong họ Noctuidae.